# مانوس فراودنت
مأنوس فراودنت (هلندی: Manus Vrauwdeunt؛ ۲۹ آوریل ۱۹۱۵ – ۸ ژوئن ۱۹۸۲) بازیکن فوتبال اهل هلند بود.

## باشگاهی
از باشگاه‌هایی که در آن بازی کرده‌است می‌توان به باشگاه فوتبال فاینورد اشاره کرد.

## تیم ملی
وی همچنین در تیم ملی فوتبال هلند بازی کرده‌است.